# Премия имени С. А. Лебедева

С. А. Лебедев

Премия имени С. А. Лебедева — премия, присуждаемая с 1993 года Российской академией наук за выдающиеся работы в области разработок вычислительных систем. Названа в честь основоположника вычислительной техники в СССР Сергея Алексеевича Лебедева, директора ИТМиВТ, академика АН СССР, Героя Социалистического Труда, Лауреата Сталинской премии.

## Список награждённых
- 1993 — академик Ю. Б. Монаков и член-корреспондент РАН С. Р. Рафиков (посмертно) — за цикл работ «Новые каталитические системы и пути совершенствования синтеза цис- и транс-полидиенов»
- 1994 — доктор технических наук А. А. Соколов — за создание модульно-конвейерного процессора/МКП/ для векторно-скалярных вычислений с пиковой производительностью до 400 Мфлопс с полным аппаратным контролем и резервированием функциональных модулей
- 2000 — академик К. А. Валиев — за цикл работ «Научные и технологические основы элементной базы вычислительной техники»
- 2002 — доктор физико-математических наук А. Н. Томилин — за цикл работ «Моделирование вычислительных структур»
- 2006 — член-корреспондент РАН Л. Н. Королёв — за цикл работ «Архитектура вычислительных машин»
- 2009 — академик А. А. Орликовский — за цикл работ «Технология и приборы кремниевой микро- и наноэлектроники»
- 2012 — член-корреспондент РАН В. Г. Хорошевский, доктор технических наук В. В. Корнеев и доктор физико-математических наук А. О. Лацис — за серию научных работ по единой тематике «Формирование концептуальных основ разработки и реализации высокопроизводительных многопроцессорных вычислительных систем в России»
- 2015 — член-корреспондент РАН С. М. Абрамов, кандидат химических наук А. А. Московский и В. Ю. Опанасенко — за серию научных работ по единой тематике «Разработка и реализация серии российских суперкомпьютеров с кластерной архитектурой»
- 2018 — кандидаты технических наук Н. Н. Левченко и А. С. Окунев — за серию научных работ по единой тематике «Параллельная потоковая вычислительная система „Буран“»
- 2021 — доктор технических наук В. Г. Сиренко — за цикл научных работ по единой тематике «Разработка вычислительных систем ответственного применения»